# 2004년 하계 올림픽 가이아나 선수단
가이아나는 2004년 8월 13일부터 29일까지 그리스 아테네에서 열린 제28회 하계 올림픽에 참가했다.

## 메달 집계

### 종목별 참가 선수 및 메달 집계
| 종목 | 참가 선수 | 1 | 2 | 3 | 합계 |
| 수영 | 1         |   |   |   | 0    |
| 역도 | 1         |   |   |   | 0    |
| 육상 | 2         |   |   |   | 0    |
| 합계 | 4         | 0 | 0 | 0 | 0    |

## 종목별 성적

### 수영
남자
| 선수    | 세부 종목   | 예선  | 예선 | 준결선    | 준결선    | 결선      | 결선      |
| 선수    | 세부 종목   | 기록  | 순위 | 기록      | 순위      | 기록      | 최종 순위 |
| 오난 톰 | 100m 자유형 | 55.24 | 59   | 진출 못함 | 진출 못함 | 진출 못함 |           |

### 역도
남자
| 선수          | 세부 종목         | 인상 | 인상 | 용상  | 용상 | 합계  | 합계 |
| 선수          | 세부 종목         | 기록 | 순위 | 기록  | 순위 | 기록  | 순위 |
| 훌리안 막와트 | 남자 라이트헤비급 | 125  | 18   | 147.5 | 14   | 272.5 | 14   |

### 육상
여자 트랙 경기
| 선수            | 세부 종목 | 예선    | 예선 | 준결선  | 준결선 | 결선      | 결선      |           |
| 선수            | 세부 종목 | 기록    | 순위 | 기록    | 순위   | 기록      | 최종 순위 |           |
| 알리안 폼페이   | 400m      | 51.33   | 4 q  | 51.61   | 5      | 진출 못함 | 진출 못함 | 진출 못함 |
| 마리안 부르네트 | 800m      | 2:02.12 | 4 q  | 2:02.21 | 7      | 진출 못함 | 진출 못함 | 진출 못함 |